# تنين والدي
تنين والدي هي رواية أطفال صدرت عام 1948 من تأليف روث ستايلز جانيت، مع رسوم توضيحية من رسم زوجة أبيها روث كريسمان جانيت. تدور أحداث الرواية حول الصبي الصغير إلمر، الذي يهرب إلى وايلد آيلاند لإنقاذ تنين صغير.
كلاهما كتاب شرف نيوبيري وكتاب ألا البارز  وهو أول كتاب من ثلاثية عناوينها الأخرى وهي إلمر والتنين وتنانين بلولاند. نُشر الثلاثة في طبعة الذكرى السنوية الخمسين باسم ثلاث حكايات تنين أبي.
عُرض فيلم رسوم متحركة ياباني مُستوحى من الرواية الأصلية ورسومها التوضيحية لأول مرة في عام 1997، بينما أُنتجت شخصية بوريس التنين في لعبة فخمة صممتها شركة سانفلاور بيبليشرز أُصدرت في خريف نفس العام. أُنتج فيلم رسوم متحركة ثانٍ مُستوحى من الثلاثية بشكل عام، من إنتاج كارتون صالون على شبكة نتفليكس في 11 نوفمبر 2022.
النمط السردي للرواية الأصلية غير عادي حيث يشير الراوي إلى بطل الرواية فقط باسم والدي، مما يعطي الانطباع بأن هذه قصة حقيقية حدثت منذ فترة طويلة. يُسرد الكتابين الآخرين في الثلاثية بضمير الغائب.
الرسوم التوضيحية لروث كريسمان جانيت مرسومة يدويًا بالأبيض والأسود باستخدام قلم تلوين دهني على ورق محبب. قامت جانيت أيضًا برسم عدد من كتب الأطفال والكبار الأخرى، بما في ذلك تورتيلا فلات للكاتب جون ستاينبيك.

## الجوائز والترشيحات والتقدير
كانت رواية تنين والدي أحد الفائزين بجائزة نيوبيري لعام 1949، والتي بموجبها تُكرم جمعية المكتبات الأمريكية سنويًا أفضل كتاب أمريكي للأطفال لهذا العام. كما رُشحت لجائزة السفير للكتاب عام 1948.
واستنادًا إلى استطلاع للرأي عبر الإنترنت عام 2007، أدرجته الرابطة الوطنية للتعليم ضمن أفضل 100 كتاب للمعلمين للأطفال.  في عام 2012، احتلت المرتبة رقم 49 بين روايات الأطفال على الإطلاق في استطلاع نشرته مجلة سكول لايبراري دورنال. 

## فيلم أو تلفزيون أو اقتباسات مسرحية
حُولت الرواية إلى فيلم رسوم متحركة ياباني عُرض لأول مرة في عام 1997. قام ببطولة أصوات يو كي من مجموعة البوب تي أر إف في دور إلمر إلفاتور وميغومي هاياشيبارا في دور بوريس التنين. 
في عام 2011، حُولت الرواية إلى مسرحية موسيقية أمريكية للأطفال من تأليف ترافيس تاغارت.
في عام 2018، أعلنت نتفليكس أنه سيتم تحويل الرواية إلى فيلم رسوم متحركة يحمل نفس الاسم من إنتاج استوديو الرسوم المتحركة الأيرلندي كارتون صالون لإصداره في 11 نوفمبر 2022. أُعلن أن نورا تومي سيكون مخرج الفيلم مع ميج ليفوف ككاتبة سيناريو. أعلنت نيتفليكس عن طاقم الممثلين في أبريل 2022 والذي يضم جاكوب تريمبلاي في دور إلمر إليفيتور وجاتن ماتاراتزو في دور بوريس التنين إلى جانب جولشيفته فرحاني وديان ويست وريتا مورينو وكريس أودود وجودي جرير وآلان كومينغ ويارا شهيدي وجاكي إيرل هالي وماري وكاي بليس ولايتون ميستر وآدم برودي وتشارلين يي، مع ووبي غولدبرغ وإيان ماكشين. 
في عام 2022، ظهرت الرواية كقصة ما قبل النوم في سلسلة اتش بي او ويست وورلد الموسم الرابع، الحلقة 1 "البشير".